# 殿倉恵未
殿倉 恵未（とのくら めぐみ、1989年7月22日 - ）は、日本のタレント、元グラビアアイドル、元レースクイーン 。アライブエンタテインメントに所属。大阪府出身。

## 人物・略歴
19歳の頃、大阪の事務所に所属して芸能活動を開始。大学卒業後は一般事務職を経験するが、芸能界を中途半端にした後悔から、24歳でアライブエンタテインメントと契約を結び再デビュー。グラビアアイドルとしてイメージビデオを発表する傍ら、2016年にはSUPER GTとスーパー耐久で「TEAM MACH マッハ車検GAL」を務めた。
同い年で同じ大阪出身のグラビアモデル・内田瑞穂と仲が良い。
2020年12月18日発売のラストイメージDVD「Finally」及び翌2021年1月11日の同作のリリースイベントを以って、グラビア活動そのものを卒業した。芸能活動はその後も続けている。

## 出演

### モデル
- 「るり渓温泉」web&カタログモデル
- 「パークフロントホテル」webモデル

### イメージガール
- 「ヴィーナスギャラリーグループ・なないろヴィーナス」
- 「WTCC　ADVAN GAL 2014」レギュラーメンバー
- 2016 SUPER GT・スーパー耐久「TEAM MACH マッハ車検GAL」[1]

### テレビ
- 「これぞ!オンナのマタヂカラ」（毎日放送）
- 「あるあるナイアール」（読売テレビ）再現VTR
- 「乙女の天然水」（BS11）
- 「アサスマ」（サンテレビ）
- 「新P-Style TV」（2015年、サンテレビ） - レギュラー
- 「橋本マナミのヨルサンポIV」（2018年5月31日・6月14日、BSフジ）

### 映画
- 「ミスムーンライト」（2017年2月26日、松本卓也監督）[5]

### イベント
- 「アーネストホーストカップ2016ラウンドガール」（2016年3月20日）

## 作品

### DVD
- one sweet day（2015年3月27日、シャイニングスター）[6]
- Secret Lover（2016年5月27日、シャイニングスター）[7]
- パーフェクト・キス（2016年9月23日、竹書房）
- take off（2016年12月21日、イーネット・フロンティア）
- GRACE（2017年3月20日、ラインコミュニケーションズ）
- それから（2017年07月21日、竹書房）[8]
- なすがまま（2017年10月17日、双葉社）
- make me（2018年2月23日、スパイスビジュアル）
- Amorous（2018年5月25日、エアーコントロール）
- Finally（2020年12月18日、スパイスビジュアル）[9][10]